# Obtusicauda nilkaense
Obtusicauda nilkaense är en insektsart. Obtusicauda nilkaense ingår i släktet Obtusicauda och familjen långrörsbladlöss. Inga underarter finns listade i Catalogue of Life.